# فان. إتش. مانينغ
فـان. إتش. مانينغ هو ضابط ومحامي وسياسي أمريكي، ولد في 26 يوليو 1839 في مقاطعة ويك في الولايات المتحدة، وتوفي في 3 نوفمبر 1892 في مقاطعة برينس جورج في الولايات المتحدة. نشط حزبياً في الحزب الديمقراطي. وقد انتخب قائد وحدة 3rd Arkansas Infantry Regiment (Confederate States) ‏ (4 مارس 1862 – 6 مايو 1864) وانتخب عضو مجلس النواب الأمريكي ‏ عن دائرة Mississippi's 2nd congressional district ‏ وقد انضم خلال فترته النيابية ‏ (4 مارس 1877 – 3 مارس 1883) للكتلة البرلمانية الحزب الديمقراطي.